# Amélie Rorty
Pour les articles homonymes, voir Rorty.
Amélie Oksenberg Rorty née le 20 mai 1932 en Belgique et morte le 18 septembre 2020, est une philosophe américaine connue pour ses travaux sur la philosophie de l'esprit (en particulier les émotions), l'histoire de la philosophie (spécialement Aristote,
Spinoza
et Descartes), et l'éthique,.

## Biographie
Amélie Oksenberg, fille d'un couple de Juifs polonais, Klara et Israël Oksenberg, est née en Belgique en 1932 et a émigré avec ses parents en Virginie, où elle a grandi dans une ferme,. Elle s'inscrit tôt à l'Université de Chicago, où elle rencontre et entame une relation avec un étudiant diplômé, Richard Rorty ; tous les deux poursuivent leur doctorat à Yale, et elle l'épouse en 1954 malgré les objections de ses parents. Ils ont un fils, James (Jay), en 1961, et divorcent en 1972. Elle a écrit sur l'éducation qu'elle a reçue dans Dependency, Individuality and Work.

## Cursus
Elle obtient un Bachelor of Arts à l'Université de Chicago en 1951, une maîtrise et un doctorat à l'Université Yale respectivement en 1954 et 1961, et une maîtrise d'anthropologie l'Université de Princeton (où elle a prévu d'obtenir un deuxième doctorat),. Elle a commencé sa carrière universitaire au Wheaton College (Massachusetts) (1957 - 1961) , puis a enseigné à l'université Rutgers (Douglass College) en 1962 jusqu'en 1988, date à laquelle elle atteint le rang de professeur émérite. Elle a également été professeur et directrice du département de l'histoire des idées à l'Université Brandeis de 1995 à 2003 et professeur invité de 2008 à 2013 à l'Université de Boston. De 2013 à 2015, elle sera professeur invitée à l'Université Tufts. Elle est également maître de conférence honoraire en médecine sociale au département de la santé et de médecine sociale, à l'Université Harvard,,. Amélie Rorty est le récipiendaire de nombreux prix et bourses au cours de sa carrière.

## Œuvre
Rorty est l'auteure de plus de cent articles académiques et l'auteure ou l'éditrice de plus d'une douzaine d'essais. Une monographie, Mind in Action: Essays in Philosophy of Mind (L'Esprit en action : Essai sur la Philosophie de l'Esprit) est paru en 1988 chez Beacon Press (édition de poche, 1991). Elle a également édité et contribué à Explaining Emotions (U. California Press, 1980), Essays on Aristotle’s Ethics (Essais sur l'éthique d'Aristote (1980, U.California Press), et co-édité Essays on Aristotle’s De Anima (Essai sur De Anima d'Aristote) (Oxford, 1992) avec Martha Nussbaum. Elle a initié et a été rédactrice en chef de la revue Modern Studies in Philosophy et d'une collection sur les grands penseurs. Parmi les autres livres notoires qu'elle a édités figurent The Identities of Persons (1976, U. California Press), qui a été à l'origine d'un profond mouvement de recherches philosophiques  sur la personne, et en premier lieu sur les questions d'identité et The Many Faces of Evil (Routledge, 2001).

## Livres et articles critiques en français sur l'œuvre de Rorty
- Fabrice Clément, Les mécanismes de la crédulité Numéro 206 de Travaux de sciences sociales, Librairie Droz, 2006  (ISBN 2600010300 et 9782600010306) 366 pages Extraits sur Self-deception, akrasia and irrationality
- Alain de Libera, Archéologie du sujet: La quête de l'identité. Tome II Volume 2 de Archéologie du sujet, Bibliothèque d'histoire de la philosophie, Éditeur Vrin, 2008,  (ISBN 2711619745 et 9782711619740) sur The Identities of Persons Extraits.

## Source
- (en) Cet article est partiellement ou en totalité issu de l’article de Wikipédia en anglais intitulé « Amélie Rorty » (voir la liste des auteurs).